# Greg Brown (cestista)
Gregory James Brown III, detto Greg (Dallas, 1º settembre 2001), è un cestista statunitense, professionista nella NBA.

## Carriera
Dopo aver trascorso una stagione con i Texas Longhorns, nel 2021 si dichiara eleggibile per il Draft NBA, venendo chiamato con la quarantatreesima scelta assoluta dai Portland Trail Blazers.

## Statistiche

### NCAA
| Anno      | Squadra         | PG | PT | MP   | TC%  | 3P%  | TL%  | RP  | AP  | PRP | SP  | PP  |
| --------- | --------------- | -- | -- | ---- | ---- | ---- | ---- | --- | --- | --- | --- | --- |
| 2020-2021 | Texas Longhorns | 26 | 24 | 20,6 | 42,0 | 33,0 | 70,8 | 6,2 | 0,4 | 0,6 | 1,0 | 9,3 |
| Carriera  | Carriera        | 26 | 24 | 20,6 | 42,0 | 33,0 | 70,8 | 6,2 | 0,4 | 0,6 | 1,0 | 9,3 |

#### Massimi in carriera
- Massimo di punti: 24 vs Oklahoma State (20 dicembre 2020)[5]
- Massimo di rimbalzi: 14 (2 volte)
- Massimo di assist: 4 vs Texas Christian (7 marzo 2021)
- Massimo di palle rubate: 2 (4 volte)
- Massimo di stoppate: 4 vs Texas Tech (13 gennaio 2021)
- Massimo di minuti giocati: 33 vs West Virginia (9 gennaio 2021)

### NBA

#### Regular Season
| Anno      | Squadra             | PG | PT | MP   | TC%  | 3P%  | TL%  | RP  | AP  | PRP | SP  | PP  |
| --------- | ------------------- | -- | -- | ---- | ---- | ---- | ---- | --- | --- | --- | --- | --- |
| 2021-2022 | Portland T. Blazers | 48 | 6  | 13,3 | 42,6 | 31,1 | 67,7 | 2,8 | 0,7 | 0,5 | 0,5 | 4,7 |
| 2022-2023 | Portland T. Blazers | 16 | 0  | 5,8  | 39,3 | 14,3 | 41,7 | 1,2 | 0,2 | 0,3 | 0,3 | 1,8 |
| 2023-2024 | Dallas Mavericks    | 6  | 0  | 6,7  | 45,5 | 33,3 | 44,4 | 1,5 | 0,7 | 0,0 | 0,7 | 2,5 |
| Carriera  | Carriera            | 70 | 6  | 11,0 | 42,4 | 29,6 | 61,6 | 2,3 | 0,6 | 0,4 | 0,5 | 3,8 |

#### Massimi in carriera
- Massimo di punti: 17 vs Oklahoma City Thunder (5 aprile 2022)[6]
- Massimo di rimbalzi: 14 vs San Antonio Spurs (23 marzo 2022)
- Massimo di assist: 5 vs New Orleans Pelicans (7 aprile 2022)
- Massimo di palle rubate: 3 vs Denver Nuggets (27 febbraio 2022)
- Massimo di stoppate: 2 (6 volte)
- Massimo di minuti giocati: 30 vs New Orleans Pelicans (7 aprile 2022)

## Palmarès
- McDonald's All-American (2020)